# Alejandro Apo
Alejandro Alfredo Rütschi (Buenos Aires, 19 de diciembre de 1954), más conocido como Alejandro Apo, es un periodista deportivo argentino con una trayectoria periodística de más de 45 años, siendo conocido como el comentarista de las transmisiones deportivas de Radio Continental y director técnico de fútbol desde el año 1997 y autor afiliado a Argentores. Es hijo del reconocido periodista Alfredo Rütschi —conocido artísticamente como Apo—.
Políticamente se define como peronista, y apoya la gestión de Alberto Fernández y Cristina Fernández de Kirchner.

## Trayectoria periodística
Comenzó su carrera en el año 1974 como periodista deportivo y comentarista especializado en fútbol, recomendado por su padre a Horacio Iranieta, de Radio Del Pueblo.
Condujo en Radio El Mundo Con  afecto  y durante 15 años comentó fútbol en radio Continental siendo parte del equipo de Víctor Hugo Morales, con un breve paso por radio Del Plata con los programas Las reglas del juego y River Plate.
En 1995 produjo y condujo el ciclo Todo el verano en un día y más tarde Todo con afecto, ciclo dedicado al fútbol, la música y la literatura. Otro programa creado y conducido por él es Donde quiera que estés todos emitidos por Somos Radio.
Participó en televisión en El Nueve y Canal 13 en los programas Polémica en el fútbol —creado por su padre Apo y Carlos Fontanarrosa—; junto a César Mascetti colaboró en el programa Medianoche Aurora Grundig (1989) y en América TV condujo el programa Sin testigos.
El 14 de julio de 2009 fue despedido de radio Continental tras catorce años. Se optó por realizarlo en forma abrupta, sin darle la opción de despedirse de su audiencia. Apo empezó a analizar la posibilidad de entablar una demanda laboral. Apo también había perdido un pedazo de su espacio nocturno con el programa Donde quiera que estés (que pasó de lunes a viernes, de 23 a 1), que fue a parar a Paulino Rodrigues, un feroz crítico del kirchnerismo. A fines de julio de 2009 el último programa que tenía fue levantado en forma abrupta sin darle la opción al periodista de despedirse de su audiencia. Apo empezó a analizar la posibilidad de entablar una demanda laboral. Otras versiones indicaron que lo echaron por su claro posicionamiento a favor del proyecto de Ley de Medios Audiovisuales o por no mostrarse a tono con el resto de los periodistas. Por este tema tuvo una discusión pública con Víctor Hugo Morales (aunque este tuvo posteriormente una postura completamente a favor de esta ley) y Jorge Lanata. Además las autoridades de la emisora habían levantado su programa Apo con afecto pero la medida fue revocada por la presión del público.
En televisión fue comentarista de Fútbol Para Todos. En radio conduce tres programas: Donde quiera que estés, Todo con afecto y Punto de partida en Radio Nacional Argentina (Am 870) y Radio con Vos. Durante 2012 trabajó en Radio 10 en Con  afecto . Actualmente está en AM750. Allí conduce el programa  Donde quiera que estés, de lunes a viernes de 23hs a 0hs.

## Relevancia de su labor periodística
Alejandro Apo es una personalidad consolidada de la difusión de la cultura literaria nacional y universal en la Argentina y Sudamérica. Su hábil estrategia para la difusión de la literatura a través de un programa de radio consiste en la mezcla de las anécdotas, reportajes y relatos (que constituyen un programa radial de fútbol), con cuentos cortos de diversos autores que tocan una gama muy amplia de géneros. Apo difunde así cuentos que son de fútbol (de autores como Osvaldo Soriano, Eduardo Galeano y Roberto Fontanarrosa- entre otros-), hasta los cuentos de terror de Poe, de misterio como los de Ballard, así como los grandes cuentos de Julio Cortázar y Borges.
Apo fue muy importante en la promoción de nuevos talentos literarios a través de su programa. Un caso paradigmático de su accionar es el del escritor Eduardo Sacheri, guionista de "El secreto de sus ojos" (película ganadora del Oscar, 2010), quien fue conocido para la gran audiencia en parte gracias a la difusión que Alejandro Apo le dio en su espacio radial, a través de la lectura de memorables cuentos como “Esperando a Tito” o “Por Achaval nadie daba dos mangos”.

## Trayectoria teatral
En 1999 en el teatro La Subasta de Mar del Plata estrenó la obra La pelota, un cuento y un abrazo junto al músico Marcelo Sanjurjo, luego creó Todo con afecto y posteriormente Y el fútbol contó un cuento espectáculo con una trayectoria de nueve años incluyendo presentaciones en todo el país y la edición de un libro con el mismo título con la recopilación de todos los cuentos de las obras.
Es autor del cuento Yo no lo vi jugar a Martino, pero lo vi del libro Jugados escrito por integrantes del equipo Competencias y prologado por Víctor Hugo Morales.

## Otros libros publicados
- Apo, Alejandro; Morales, Víctor Hugo (1999). Jugados. Eudeba. ISBN 9502309146.